# Parafia Wniebowzięcia Najświętszej Maryi Panny w Wierzbnej
Parafia Wniebowzięcia Najświętszej Maryi Panny w Wierzbnej znajduje się w dekanacie świdnickim wschodnim w diecezji świdnickiej. Była erygowana w XIII w. Proboszcz: ks. mgr Tadeusz Fuksa.